# فرانك نون
فرانك نون (بالإنجليزية: Frank Noon)‏ هو عازف طبول بريطاني عزف في كل من ديف ليبارد ورودهاوس مع بيت ويليس، عازف الإيتار السابق لديف ليبارد.
سبق فرانك نون في عزف الطبول مع ديف ليبارد توني كيننغ، وحل محله عازف الطبول الحالي ريك ألين، بينما حل محله في رودهاوس عازف الطبول تريفور برويس.

## سيرة مهنية
كان فرانك نون عضواً في الثلاثي ذا نيكست باند، قبل، وأثناء، وبعد فترة بقائه مع ديف ليبارد، وعزف في فور باي ثري إي.بي. لذا نيكست باند، وقام بالعزف في ذا ديف ليبارد إي.بي. لديف ليبارد. بعد قرابة عقد، عزف نون في فرقة رودهاوس مع بيت ويليس، الذي كان عضواً في ديف ليبارد عندما عزف نون معهم. عزف نون في النسخة التجريبية لرودهاوس، لكنه استُبدل بتريفور برويس قبل تسجيل ألبوم رودهاوس.
عزف نون الطبول مع فرق عديدة أخرى من بينها لايونهارت، ووايلد فاير، ووايلد هورسس، وستامبيد، ووايستيد، ودي'أنو، وكريزي ليزبيانز.
فرانك نون لم يكن عضواً رسمياً في ديف ليبارد. بالرغم من طلبهم له بالانضمام بشكل دائم، إلا أنه رفض الطلب ليبقى مع ذا نيكست باند. ديف ليبارد، التي حصلت أخيراً على وقت تسجيل في استوديو بدون عازف طبول، استأجرت نون ليعزف معها. كان الاستوديو المكان الوحيد الذي عزف فيه نون مع ديف ليبارد. في فبراير 2003، انضم فرانك نون لأتوميك ماس المعاد إنشاؤها لصورة في صالة هالام إف إم.

## ديسكوغرافيا

### مع ذا نيكست باند
- فور باي ثري إي.بي. (1978)

### مع ديف ليبارد
- ذا ديف ليبارد إي.بي. (1979)

### مع بيرني تورميه أند ذا إليكتريك جيبسيز
- شوراه شوراه (1982)

### مع وايستيد
- فايسس (1983)

### مع رودهاوس
- تجريبي

## روابط خارجية
- فرانك نون على موقع ميوزك برينز (الإنجليزية)
- فرانك نون على موقع ديسكوغز (الإنجليزية)